# Politický systém Bulharska
Bulharská republika je zastupitelská demokracie, parlamentní republika s vícestranickým systémem.
Národní shromáždění je jednokomorový parlament Bulharska, má 240 členů volených na 4 roky. Zákonodárná iniciativa náleží všem poslancům parlamentu a vládě.
Bulharský prezident je volen přímo na 5 let s možností jednoho znovuzvolení.
Bulharsko je členem Severoatlantické aliance, Evropské unie a Mezinárodního měnového fondu.